# Куріпка малазійська
Куріпка малазійська (Tropicoperdix charltonii) — вид куроподібних птахів родини фазанових (Phasianidae). Мешкає в Південно-Східній Азії.

## Опис
Довжина птаха становить 26-32 см. Самці важать 290 г, самиці 250 г. Тім'я і потилиця коричневі, поцятковані темними плямками. Над очима білуваті "брови", на скронях охристі плями, горло і шия поцятковані коричневими смугами. Верхня частина грудей каштанова, зверху окаймлена чорнуватим "коміром". Нижня частина грудей, живіт і боки охристі, груди і боки поцятковані чорнуватим лускоподібним візерунком. Верхня частина тіла коричнева. поцяткована тонкими чорнуватими і охристими смугами. Дзьоб зеленувато-жовтий, лапи жовті. Самиці мають дещо більш тьмяне забарвлення. У представників підвиду T. c. atjenensis забарвлення більш яскраве, ніж у представників номінативного підвиду, а у представників підвиду T. c. graydoni лапи зеленувато-жовті.

## Підвиди
Виділяють три підвиди:
- T. c. charltonii (Eyton, 1845) — південь М'янми і Таїланду (перешийок Кра), Малайський півострів;
- T. c. atjenensis (Meyer de Schauensee & Ripley, 1940) — північна і південна Суматра (Ачех, Лампунг);
- T. c. graydoni (Sharpe & Chubb, C, 1906) — північний Калімантан (Сабах, зокрема долина Данум[en]).

Деякі дослідники виділяють підвид T. c. graydoni — у окремий вид Tropicoperdix graydoni.

## Поширення і екологія
Малазійські куріпки мешкають в М'янмі, Таїланді, Малайзії і Індонезія. Вони живуть у вологих рівнинних тропічних лісах з густим бамбуковим і чагарниковим підліском, на узліссях, трапляються у вторинних лісах. Зустрічаються парами або невеликими зграйками, переважно на висоті до 300 м над рівнем мря, місцями на висоті до 500 м над рівнем моря. Живляться насіням, ягодами і комахами, зокрема термітами.

## Збереження
МСОП класифікує Tropicoperdix charltonii як вразливий вид, а підвид T. c. graydoni — як окремий вид Tropicoperdix graydoni, стан збереження цього є близьким до загрозливого. За оцінками дослідників, популяція малазійських куріпок становить приблизно 10 тисяч птахів. Їм загрожує знищення природного середовища. На Суматрі малазійські куріпки тривалий час не спостерігалися і можуть бути вимерлими.